# Liste der Prähistoriker an der Universität Jena
In der Liste der Prähistoriker an der Universität Jena werden alle Hochschullehrer aufgeführt, die an der Universität Jena, seit 1934 Friedrich-Schiller-Universität, lehrten und lehren. Das umfasst im Regelfall alle regulären Hochschullehrer, die Vorlesungen halten durften, also habilitiert waren. Namentlich sind das Ordinarien, Außerplanmäßige Professoren, Gastprofessoren, Honorarprofessoren, Lehrstuhlvertreter und Privatdozenten. Archäologen des Mittelbaus (Dozenten: Assistenten und Mitarbeiter) sind nur in Ausnahmefällen berücksichtigt.
Jena gehört zu den ersten Universitäten in Deutschland, an denen Ur- und Frühgeschichte als Lehrfach angeboten wurde. Friedrich Klopfleisch, der ab 1859 als Privatdozent für Kunstgeschichte lehrte, bot in unregelmäßigen Abständen auch „Archäologische Excursionen“ und „Archäologische Übungen“ an. Ab 1894 beschäftigte er sich in seinen Lehrveranstaltungen ausschließlich mit prähistorischer Archäologie. Bereits 1863 wurde das Germanische Museum der Universität Jena gegründet. Klopfleischs Schüler Alfred Götze (1865–1948) wurde 1890 mit einer der ersten prähistorischen Dissertationen promoviert.
Nach Klopfleischs Tod 1898 brach die Lehre im Fach Ur- und Frühgeschichte zunächst ab, während das Museum weiterhin Bestand hatte. Die Betreuung der Sammlung lag ab 1900 ehrenamtlich in den Händen von Klopfleischs Schüler Gustav Eichhorn. 1918 übernahm er als Vorstand die Verwaltung des „Prähistorischen (ehem. sog. german.) Museums“. Gleichzeitig wurde ihm auf Antrag der Philosophischen Fakultät die Genehmigung erteilt, Vorlesungen über Vor- und Frühgeschichte zu halten. 1926 schuf die Philosophische Fakultät das Promotionsrecht im Haupt- und Nebenfach Ur- und Frühgeschichte. 1927 wurde Eichhorn, der zwei Jahre später starb, für seinen Einsatz der Titel eines ordentlichen Honorarprofessors verliehen.
1930 wurde die Leitung des Germanischen Museums dem ehemaligen Studenten Eichhorns, Gotthard Neumann, übertragen. Ab dem Wintersemester 1930/31 bot er als Volontärassistent des Historischen Seminars wieder Lehrveranstaltungen an. 1934 wurde Neumann zum beamteten außerordentlichen Professor für Vorgeschichte ernannt. Noch kurz vor Ende des Zweiten Weltkrieges wurde er mit Wirkung zum 1. Februar 1945 zum ordentlichen Professor ernannt, ohne diese Position jedoch wahrnehmen zu können.
Nach dem Zweiten Weltkrieg wurde die universitäre Ausbildung im Fach Ur- und Frühgeschichte an der Friedrich-Schiller-Universität Jena 1947 durch Günther Behm-(Blanke) wieder aufgenommen. Eine „Professur mit Lehrstuhl“ (entspricht ordentliche Professur) wurde 1956 eingerichtet und mit Gotthard Neumann besetzt. Entsprechend den Vorgaben der Dritten Hochschulreform der DDR wurde 1968 in Jena wie auch in Leipzig und Greifswald die Ausbildung zum Fachwissenschaftler eingestellt. Die Lehre konnte zwar fortgesetzt werden, war aber nun auf die Ausbildung von Geschichtslehrern ausgerichtet. 1991 wurde die Lehre im Hauptfach Ur- und Frühgeschichte wieder aufgenommen.
Ausführlicher zur Institutsgeschichte siehe unter Ur- und frühgeschichtliche Sammlung der Universität Jena.
Angegeben ist in der ersten Spalte der Name der Person und ihre Lebensdaten, in der zweiten Spalte wird der Eintritt in die Universität angegeben, in der dritten Spalte das Ausscheiden. Spalte vier nennt die höchste an der Universität Jena erreichte Position. An anderen Universitäten kann der entsprechende Dozent eine noch weitergehende wissenschaftliche Karriere gemacht haben. Die nächste Spalte nennt Besonderheiten, den Werdegang oder andere Angaben in Bezug auf die Universität oder das Institut. In der letzten Spalte werden Bilder der Dozenten gezeigt.
| Wissenschaftler                   | von  | bis  | Funktionen                                                          | Bemerkungen | Bild |
| --------------------------------- | ---- | ---- | ------------------------------------------------------------------- | --- | ---- |
| Friedrich Klopfleisch (1831–1898) | 1859 | 1896 | außerordentlicher Professor für Kunstgeschichte                     | Gründer und langjähriger Leiter des Germanischen Museums der Universität Jena, einer der Begründer der Ur- und Frühgeschichtsforschung im heutigen Thüringen und Sachsen-Anhalt |      |
| Gustav Eichhorn (1862–1929)       | 1918 | 1928 | ordentlicher Honorarprofessor                                       | im Hauptberuf Mediziner, ab 1900 ehrenamtlicher Leiter des Germanischen Museums, ab 1902 Konservator, ab 1918 Vorstand und Lehrerlaubnis, 1922 Lehrauftrag für das Fach der Prähistorie, 1927 ordentlicher Honorarprofessor, große Verdienste bei der Einrichtung einer zentralen Bodendenkmalpflege in Thüringen |      |
| Gotthard Neumann (1902–1972)      | 1930 | 1967 | Professor mit Lehrstuhl                                             | |      |
| Leonhard Franz (1895–1974)        | 1941 | 1944 | Professor (Vertretung)                                              | |      |
| Günter Behm-Blancke (1912–1994)   | 1947 | 1977 | Professor mit Lehrstuhl                                             | 1947 kommissarischen Direktor des Museums und Lehrauftrag für Ur- und Frühgeschichte; 1949 Dozent für Vorgeschichte, 1951 bzw. 1953 Professor mit Lehrauftrag; 1961 Professor mit vollem Lehrauftrag für Ur- und Frühgeschichte (entspricht außerordentlicher Professor); 1968 Direktor des Vorgeschichtlichen Museums, Instituts für prähistorische Archäologie, bis zu seiner Emeritierung 1977 Professor mit Lehrstuhl (ordentlicher Professor) und Leiter des Wissenschaftsbereichs Ur- und Frühgeschichte der Sektion Geschichte. |      |
| Waldtraut Schrickel (1920–2009)   | 1947 | 1958 | Dozentin                                                            | |      |
| Karl Peschel (1934–2019)          | 1959 | 1999 | ordentlicher Professor                                              | 1959 Oberassistent; 1977 Leiter des Bereichs für Ur- und Frühgeschichte; 1979 Hochschuldozent; 1993 Professor für Ur- und Frühgeschichte; 1999 emeritiert |      |
| Dietrich Mania (* 1938)           | 1993 | 2000 | apl. Professor für Urgeschichte, Quartärgeologie und -paläontologie | 1974 Gründer der Forschungsstelle Bilzingsleben, die 1993 infolge des Übergangs des Kreises Artern zum Freistaat Thüringen der Universität Jena angegliedert wurde; zunächst wissenschaftlicher Mitarbeiter mit Lehrauftrag, 1995 apl. Professor für Urgeschichte, Quartärgeologie und -paläontologie, 2000 emeritiert. |      |
| Sven Ostritz (* 1962)             | 1990 |      | Privatdozent                                                        | 1990 bis 1993 Assistent; ab 1999 erneut Lehrveranstaltungen in Jena; wissenschaftlicher Mitarbeiter; 2003 Leiter des Thüringischen Landesamtes für archäologische Denkmalpflege (TLAD), 2006 kommissarischer Leiter des Thüringischen Landesamtes für Denkmalpflege und Archäologie (TLDA), seit 2008 Präsident des Landesamtes und Landesarchäologe |      |
| Jan Bemmann (* 1961)              | 1994 | 2004 | Oberassistent                                                       | 1994 Assistent, 2000 Habilitation, Oberassistent; im Sommer 2004 Gastprofessor an der Universität Wien; seit Wintersemester 2004/2005 Professor für Vor- und Frühgeschichtliche Archäologie an der Universität Bonn |      |
| Peter Ettel (* 1960)              | 2000 | 2025 | Professor für Ur- und Frühgeschichte                                | |      |
| Clemens Pasda (* 1964)            | 2003 | 2025 | Professor für Urgeschichte                                          | |      |
| Stefan Winghart (1952–2022)       | 2003 | 2012 | Privatdozent                                                        | 2003–2009 Landeskonservator und Leiter des Thüringer Landesamtes für Denkmalpflege, seit 2009 Präsident des Niedersächsischen Landesamtes für Denkmalpflege |      |
| Andreas Schäfer                   | 2004 | 2009 |                                                                     | |      |
| Peter Romsauer (* 1947)           | 2005 | 2005 | Professurvertretung                                                 | 1996 Dozent für Archäologie an der Universität Nitra, 2003 Professor für Ur- und Frühgeschichte ebenda. |      |
| Thomas Meier (* 1966)             | 2008 | 2008 | Professurvertretung                                                 | 2008 Habilitation in Kiel; im Sommersemester 2008 Vertretung des Lehrstuhls für Ur- und Frühgeschichte in Jena; seit Oktober 2008 W3-Professor für Ur- und Frühgeschichte an der Universität Heidelberg |      |
| Hans Losert (* 1956)              | 2008 | 2009 | Privatdozent                                                        | |      |
| Thomas Saile                      | 2009 | 2010 | Professurvertretung                                                 | |      |